# Manuel Ainaud i Sánchez
Manuel Ainaud i Sánchez (Barcelona, 17 d'abril de 1885 – 28 de desembre de 1932) fou pedagog i artista, director general de l'Assessoria Tècnica de la Comissió de Cultura de l'Ajuntament de Barcelona i membre del Consell de Cultura de la Generalitat de Catalunya.

## Biografia
Fill del fotògraf occità Jules Ainaud i de mare andalusa, fou el menor de set germans (Enric fou violinista i Josep fou pintor, actor i escenògraf); es va casar amb una de les filles de Carme Karr, Carme de Lasarte i Karr (1918), i tingueren quatre fills: Joan, Anna, Josep Maria i Montserrat. Està enterrat al cementiri del Sud-Oest de Barcelona (Montjuïc).
Estudià dibuix a les escoles de l'Ateneu Obrer de Barcelona, tenint de professor a Antoni Gelabert Alart. També va prendre classes amb el pintor Joan Roig, encara que va ser molt autodidacta.
Ben aviat es donà a conèixer com a capdavanter del grup artístic denominat Els Negres (o "ala negra" del modernisme, amb Joaquim Biosca, Jaume Muntasell i Martí Gimeno), pels grans dibuixos al carbó (amb un traç unit que gairebé cobria tota la composició, infonent a l'obra una qualitat tenebrosa) de temes urbans (dels afores i carrer) i, sobretot, de multituds (de manera semblant a Modest Urgell), amb una certa intenció social (fires, romeries, aplecs, bugaderies, etc.). Exposà als Quatre Gats (març 1903) amb el seu amic i escultor Enric Casanovas i Claudi Grau, i a la I Exposició de Belles Arts del Cercle de Propietaris de Gràcia ("La crisi del modernisme artístic", Francesc Fontbona, Curial, 1975, pg.70). Presidí la secció d'Art i Literatura de l'Aplec Catalanista, col·laborà amb Les Arts i els Artistes i alternà l'activitat artística amb la pedagogia. L'any 1905 creà amb alguns dels seus amics l'Agrupació Artística, que organitzà diverses exposicions molt notables.

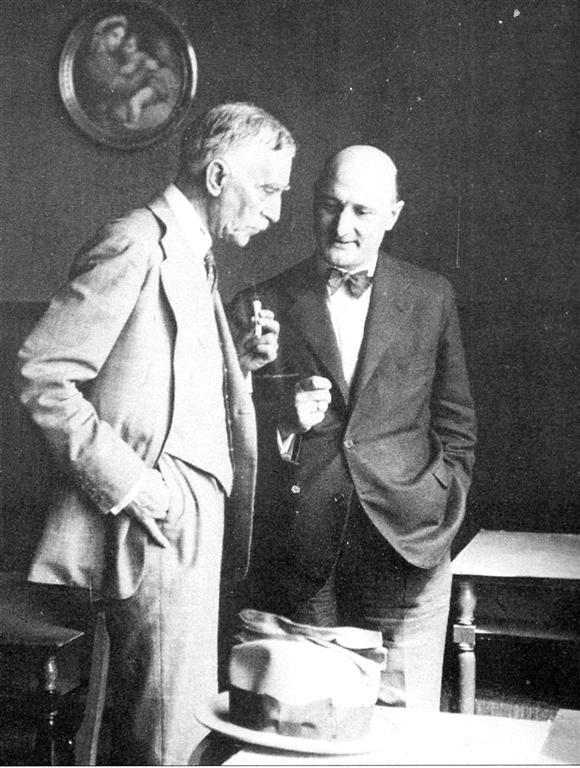
Manuel Ainaud i Sánchez (dreta) amb Francesc Macià l'any 1932

Ingressà l'any 1909 com a professor de dibuix i treballs manuals a l'Escola Horaciana, capdavantera dels nous corrents pedagògics i aleshores dirigida per Pau Vila, i més tard (1910-15), va ser director del Nou Col·legi Mont d'Or, on conegué la seva muller.
Dedicà tots els seus esforços a aconseguir una escola pública gratuïta i de qualitat. L'any 1915 fou elegit president de l'Ateneu Enciclopèdic Popular, des d'on organitzà una intensa campanya per a l'escola pública, a través de la premsa, de conferències a entitats obreres i dirigint manifestacions ciutadanes.
Viatjà per França, Itàlia, Bèlgica i Suïssa per conèixer directament les experiències de l'Escola Nova o Escola Moderna que s'imposava a Europa. Al seu retorn a Barcelona, l'any 1917, fou nomenat director general de l'assessoria tècnica de la Comissió de Cultura de l'Ajuntament de Barcelona, de la qual fou l'ànima i l'impulsor de la moderna organització escolar de la ciutat. Ressuscità prop de quaranta antics llegats, que l'Ajuntament tenia oblidats, per a la construcció d'escoles ("Grups Escolars") amb una subvenció del 50% de l'Estat, i projectà un ambiciós pla de construccions escolars, d'acord amb l'arquitecte Josep Goday, que s'inicià amb la inauguració de dos centres el 1917 i 1919 i es culminà el 1934. Lluità per l'escolarització dels nens i la dignificació de l'escola pública, reestructurant centres d'educació primària, especial i d'arts i oficis, dotant-los de recursos.

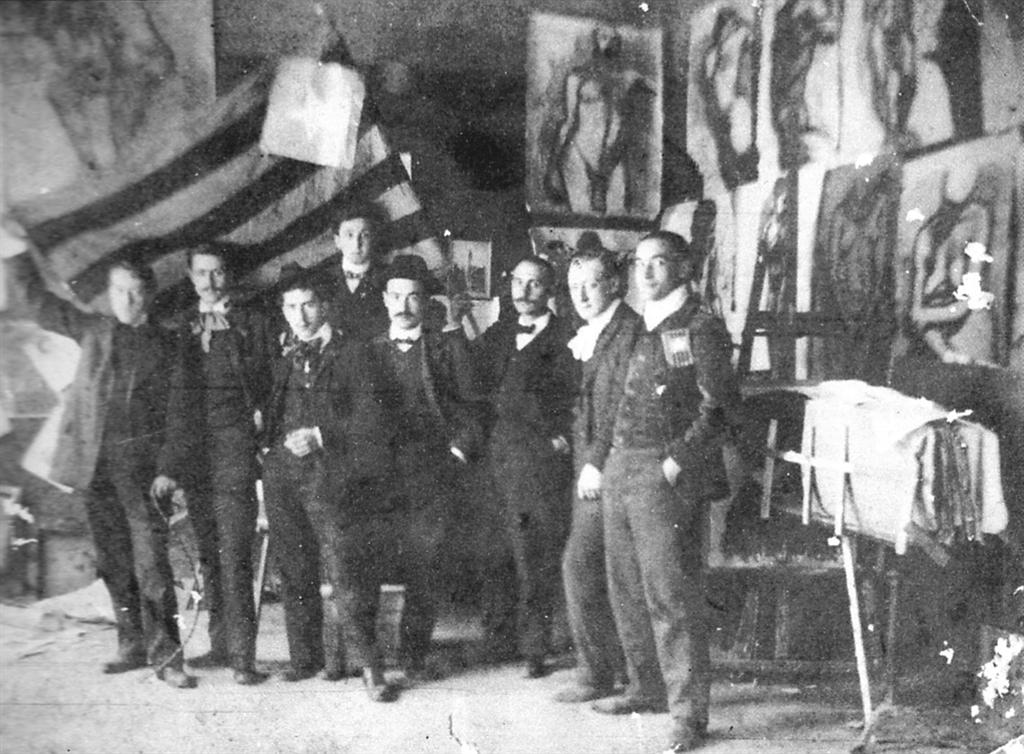
Amics de l'Aplec Catalanista celebrant la victòria de Solidaritat Catalana (cap a 1907) a l'estudi d'en Manuel Ainaud, el qual sosté l'estelada

També tirà endavant tota una sèrie de serveis complementaris com les cantines infantils, els banys de mar, les revisions mèdiques i les colònies d'estiu amb resultats tan admirables com les Colònies de Vilamar i Turissa i les modèliques escoles innovadores, com l'Escola del Mar (1922) o la del Guinardó (1923). Sabé escollir bons col·laboradors, com el Dr. Enric Mias Codina, Ventura Gassol, Ramon Jori, Antoni Gelabert Alart, Pere Vergés i Artur Martorell i Bisbal, amb els quals era molt exigent i organitzat. El 1922, aconseguí l'aprovació del Patronat Escolar de Barcelona, que donà un gran impuls a l'ensenyament primari a Barcelona i influí en gran manera en el millorament pedagògic a Catalunya, formant i seleccionant mestres.
La dictadura de Primo de Rivera el destituí del seu càrrec pel caràcter liberal i catalanista de la seva tasca, i no pogué retornar a l'Ajuntament fins al 1930, després d'uns anys especialment difícils en què es dedicà a la venda de material escolar i al disseny de mobles per a escoles. Reprengué amb entusiasme l'obra interrompuda, ressuscitant el Patronat Escolar, i en un sol dia, l'any 1931, pogué inaugurar 11 grups escolars nous, que Ainaud va definir com a "bells". Manuel Ainaud fou nomenat membre del Consell de Cultura de la Generalitat, vocal del Comitè de la Llengua i conseller d'Instrucció Pública a Madrid, treballant incansablement fins que una llarga malaltia posà fi a la seva vida als 47 anys.
Se li ha dedicat una plaça a Barcelona (Sant Martí), a la sortida de la parada de metro Besòs. És un espai d'uns 7.400 metres quadrats, delimitat per la Gran Via i els carrers Andrade i Ca n'Oliva. Es va proposar al Districte de Sants-Montjuïc el seu nom per a un dels futurs cinc centres educatius que està previst construir-hi, com un senyal de reconeixement a un model educatiu de ciutat que va ser capdavanter de l'educació del període republicà. L'Institut d'Estudis Catalans ha concedit algunes borses d'estudi com a Premi Manuel Ainaud.

## Galeria de fotografies

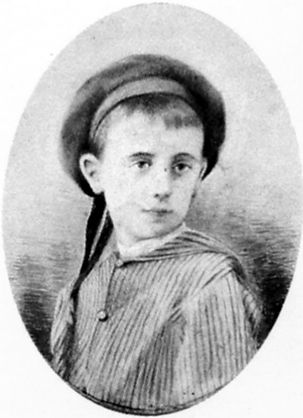
Com a estudiant de l'Ateneu Obrer
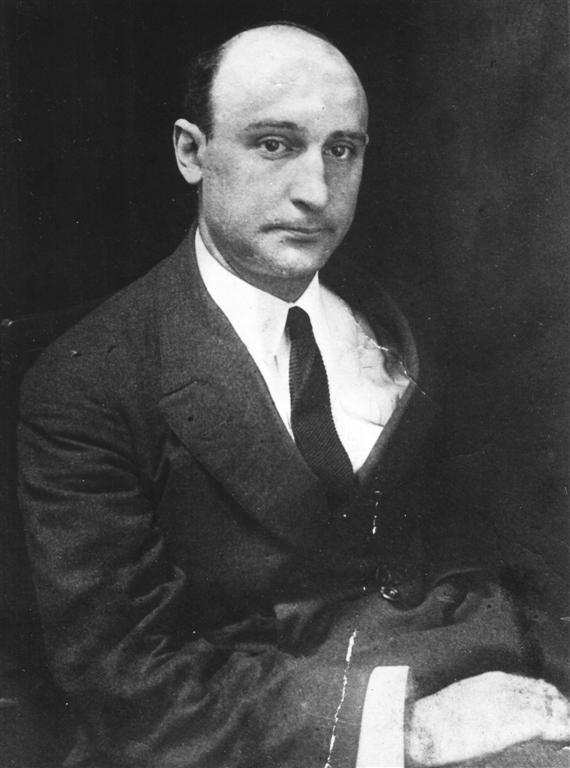
Retrat
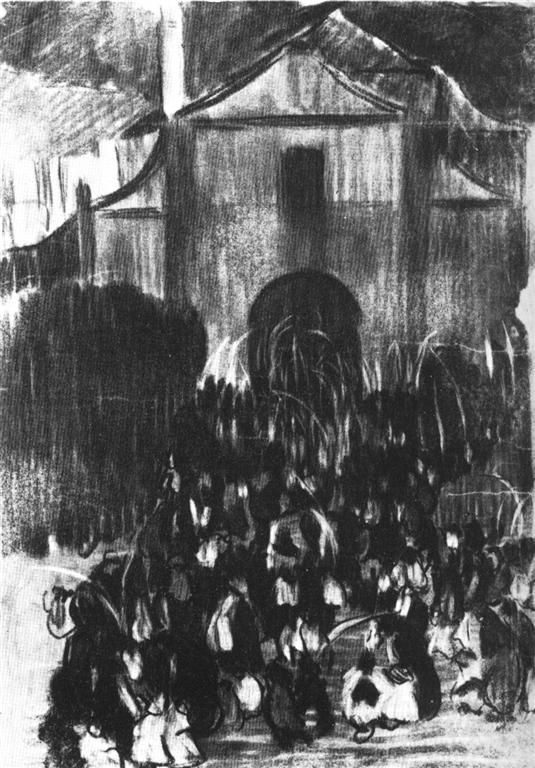
Dibuix al carbó
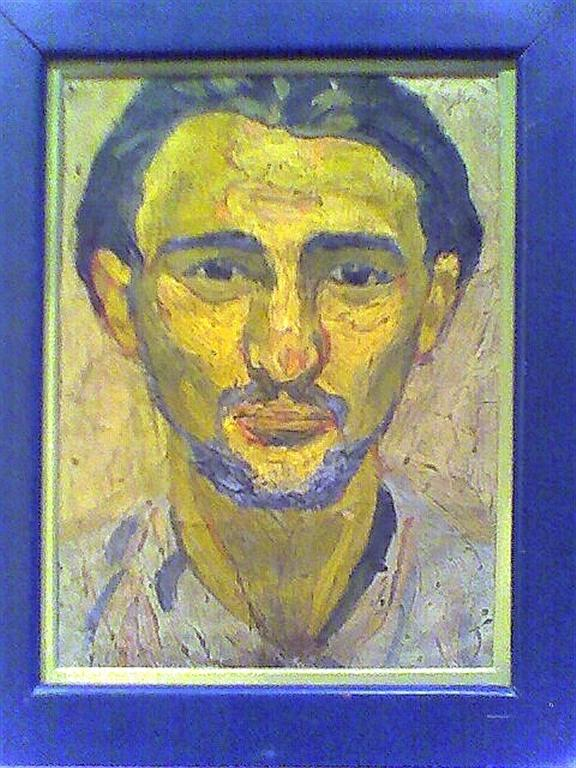
Retratat per Claudi Grau (Els Negres)
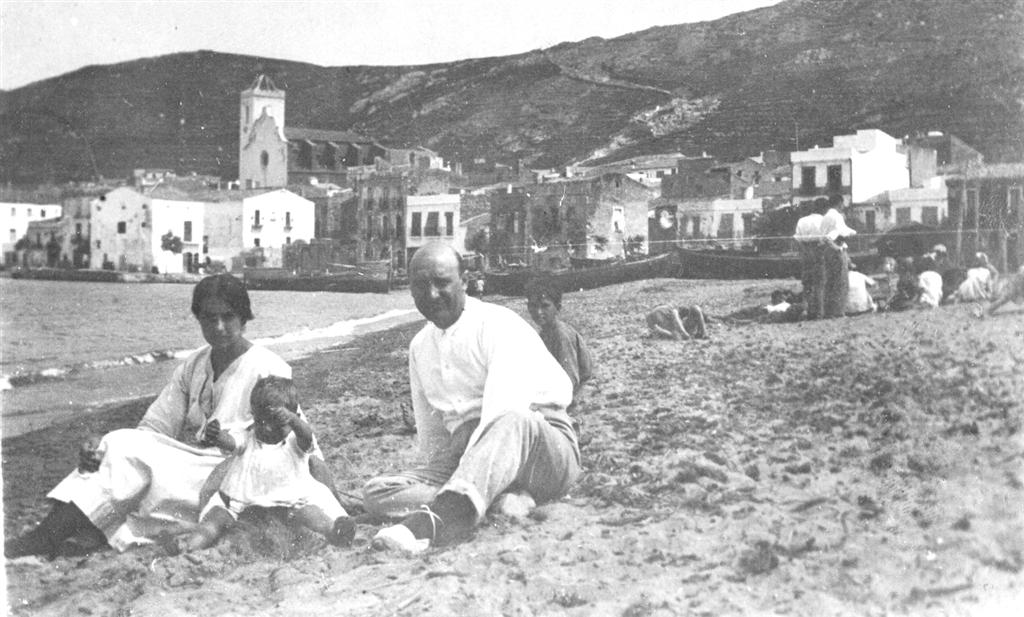
Amb muller i fill Joan. Port de la Selva, 1920
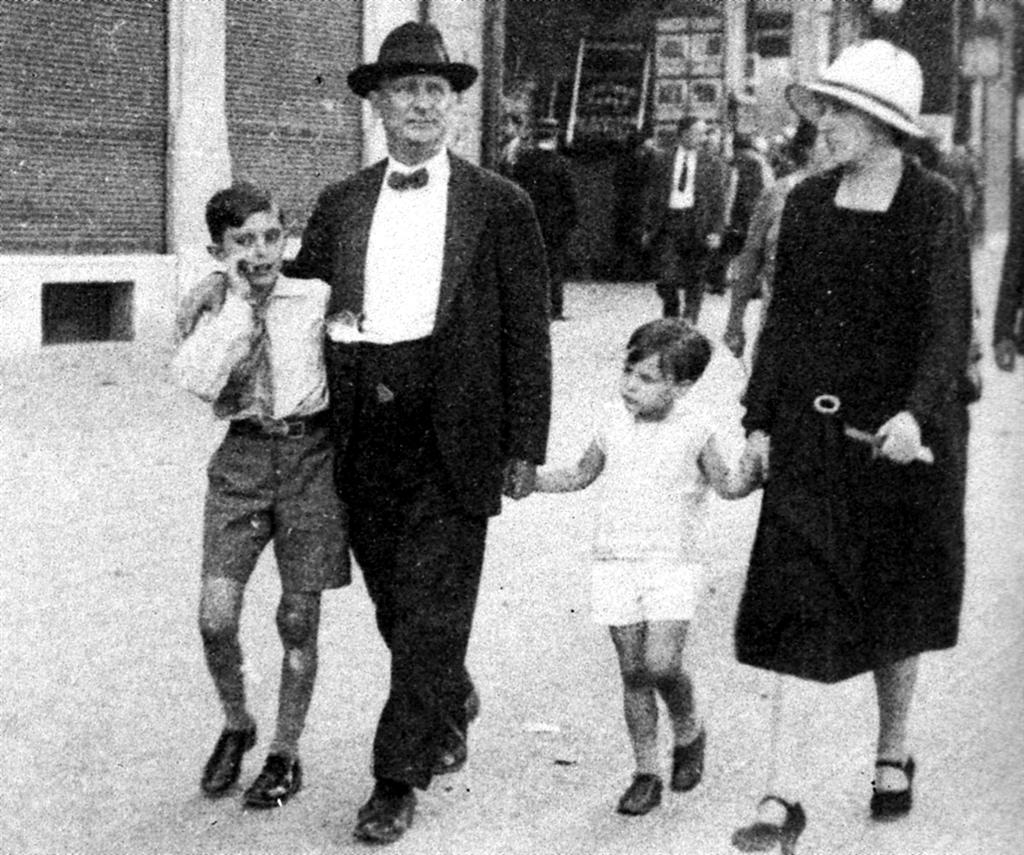
Amb muller i fills (Joan i Josep Maria). Barcelona, 1932